# Титвинисцкаро
Титвинисцкаро (груз. ტიტვინისწყარო) — село в Грузии. Находится в Хашурском муниципалитете края Шида-Картли. Высота над уровнем моря составляет 900 метров. Население — 15 человек (2014).